# Auracan
Auracan est un fanzine belge consacré à la bande dessinée publié de 1990 à 1999 par l'association belge Graphic Strip, avant de devenir le site Internet Auracan.com durant l'été 2000. Le fanzine comme le site sont dirigés par Marc Carlot.

## Historique
Le fanzine était notamment animé par Marc et Dimitri Carlot, Turgay Kurt, Marc Verhofstede, Nicolas Anspach. La version papier a compté 22 numéros publiés de 1993 à 1999. Dirigé depuis son lancement par Marc Carlot et animé à ses débuts par Nicolas Anspach, Brieg Haslé-Le Gall ou Manuel Picaud, Auracan a en 2018 pour rédacteur en chef Pierre Burssens et comme membres du comité de rédaction M.Carlot, Haslé-Le Gall et Picaud.